# Ernest Graham Joy
Ernest Graham Joy, kanadski letalski častnik, vojaški pilot in letalski as, * 2. november 1888, Alabama, † 21. junij 1993, Toronto, Ontario.
Major Joy je v svoji vojaški službi dosegel 8 zračnih zmag.

## Življenjepis
Med prvo svetovno vojno je bil sprva pripadnik Kraljevega letalskega korpusa, nato pa RAF.

## Odlikovanja
- Distinguished Flying Cross (DFC)